# Kiełbie we łbie
Kiełbie we łbie – trzeci album studyjny polskiej grupy muzycznej Kabanos.
Album, podobnie jak poprzednie, jest wydawany przez zespół niezależnie, z dystrybucją w całej Polsce przez firmę Fonografika.

## Lista utworów
1. „Baleron w kartoflach pod keczupem” – 6:39
2. „Baba i dziad” – 4:43
3. „Bagno” – 3:40
4. „Klocki” – 3:22
5. „Rakieta” – 4:04
6. „Pijawki” – 4:57
7. „Monopol” – 3:34
8. „Motyl” – 4:46
9. „Buraki” – 4:18
10. „Psy, krowy i kapusta” – 4:35
11. „Pancerz” – 3:50
12. „Paliwoda” – 4:55

## Twórcy
- Zenek Kupatasa – śpiew
- Lodzia Pindol – gitara rytmiczna
- Mirek Łopata – gitara solowa
- Ildefons Walikogut – gitara basowa
- Witalis Witasroka – perkusja